# Австралийски пъдпъдък
Австралийският пъдпъдък (Coturnix pectoralis) е вид птица от семейство Phasianidae. Видът е незастрашен от изчезване.

## Разпространение
Разпространен е в Австралия.